# Drużyna mieszana
We wczesnych latach nowożytnych igrzysk olimpijskich Międzynarodowy Komitet Olimpijski uwzględniał zespoły złożone z osób z różnych państw. W dzisiejszych czasach MKOl klasyfikuje te zespoły jako drużyna mieszana (kod MKOl – ZZX).
Podczas letnich igrzysk olimpijskich w latach 1896–1904 drużyny mieszane zdobyły 17 medali.

## Medaledrużyny mieszanejnaLetnich Igrzyskach Olimpijskich 1896
| Medal | Zawodnicy                                       | Dyscyplina         | Rezultat                                                                               |
| ----- | ----------------------------------------------- | ------------------ | -------------------------------------------------------------------------------------- |
| Złoto | John Pius Boland (GBR) Friedrich Traun (GER)    | Tenis, debel męski | w finale pokonali parę Dimitrios Kasdaglis/Dimitrios Petrokokinos 2:1 (5:7, 6:3, 6:3)  |
| Brąz  | Teddy Flack (AUS) George Stuart Robertson (GBR) | Tenis, debel męski | W półfinale przegrali z parą Dimitrios Kasdaglis/Dimitrios Petrokokinos 1:2 (4:6, 2:6) |

## Medaledrużyny mieszanejnaLetnich Igrzyskach Olimpijskich 1900
| Medal  | Zawodnicy | Dyscyplina                           | Rezultat                                                                          |
| Złoto  | Charles Bennett (GBR) John Rimmer (GBR) Sidney Robinson (GBR) Stanley Rowley (AUS) Alfred Tysoe (GBR)                             | Lekkoatletyka, 5000 metrów drużynowo | 26 pkt                                                                            |
| Złoto  | Denis St. George Daly (GBR) Foxhall Parker Keene (USA) Frank Mackey (USA) Alfred Rawlinson (GBR)                                  | Polo                                 | W finale pokonali 3:1 drużynę Polo Club Rugby                                     |
| Złoto  | François Brandt (NED) Roelof Klein (NED) wioślarz nieznany (FRA)                                                                  | Wioślarstwo, Dwójka ze sternikiem    | 7:32,4 min                                                                        |
| Złoto  | Frédéric Blanchy (FRA) E. William Exshaw (GBR) Jacques le Lavasseur (FRA)                                                         | Żeglarstwo, 2-3 tony (wyścig 1)      |                                                                                   |
| Złoto  | Frédéric Blanchy (FRA) E. William Exshaw (GBR) Jacques le Lavasseur (FRA)                                                         | Żeglarstwo, 2-3 tony (wyścig 2)      |                                                                                   |
| Złoto  | Edgar Aabye (DEN) August Nilsson (SWE) Eugen Schmidt (DEN) Gustaf Söderström (SWE) Karl Gustaf Staaf (SWE) Charles Winckler (DEN) | Przeciąganie liny                    |                                                                                   |
| Srebro | Walter McCreery (USA) Frederick Freake (GBR) Walter Buckmaster (GBR) José Comte de Madre (ESP)                                    | Polo                                 | W finale ulegli 1:3 drużynie Foxhunters Hurlingham                                |
| Srebro | Max Décugis (FRA) Basil Spalding de Garmendia (USA)                                                                               | Tenis, debel męski                   | W finale ulegli parze Lawrence Doherty, Reginald Doherty 0:3 (1:6, 1:6, 0:6)      |
| Srebro | Hélène Prévost (FRA) Harold Mahony (GBR)                                                                                          | Tenis, mikst                         | W finale ulegli parze Charlotte Cooper Sterry, Reginald Doherty 0:2 (2:6, 4:6)    |
| Brąz   | Frederick Agnew Gill (GBR) Robert Fournier-Sarlovèze (FRA) Edouard Alphonse de Rothschild (FRA) Maurice Raoul-Duval (FRA)         | Polo                                 |                                                                                   |
| Brąz   | Marion Jones Farquhar (USA) Lawrence Doherty (GBR)                                                                                | Tenis, mikst                         | W półfinale ulegli parze Charlotte Cooper Sterry, Reginald Doherty 0:2 (2:6, 4:6) |
| Brąz   | Hedwiga Rosenbaumová (CZE) Archibald Warden (GBR)                                                                                 | Tenis, mikst                         | W półfinale ulegli parze Hélène Prévost, Harold Mahony 0:2 (2:6, 0:6)             |

## Medaledrużyny mieszanejnaLetnich Igrzyskach Olimpijskich 1904
| Medal  | Zawodnicy                                                                                        | Dyscyplina                      | Rezultat                                          |
| ------ | ------------------------------------------------------------------------------------------------ | ------------------------------- | ------------------------------------------------- |
| Złoto  | Manuel Díaz (CUB) Ramón Fonst (CUB) Albertson Van Zo Post (USA)                                  | Szermierka, floret              | W finale pokonali zespół Stanów Zjednoczonych 7:2 |
| Srebro | Albert Corey (FRA) Lacey Hearn (USA) Sidney Hatch (USA) Jim Lightbody (USA) William Verner (USA) | Lekkoatletyka, 4 mile drużynowo | 28 pkt                                            |